# Симптом Нікольського
Симптом Нікольського — патогномонічна ознака різних видів пухирчатки. Є індикатором активного акантолізу, що дозволяє лікарю негайно встановити діагноз пухирчатки і відрізнити внутрішньоепідермальні (характерні для пухирчатки) та субепідермальні розшарування шкіри.

## Етимологія
Названо на честь дерматолога Петра Васильовича Нікольського. 

## Виявлення
Симптом вважається позитивним, коли незначне доторкання до шкіри призводить до відлущування самого зовнішнього шару. Типовим спосіб як це можна виявити — слід взяти олівець з гумкою на кінці, розташувати її на верхівці ураження і обертати олівець між великим та вказівним пальцями. Якщо шкіра почне відшаровуватися, то симптом Нікольського позитивний.
Згідно з П. В. Нікольським (1930) при листоподібній пухирчатці спостерігається слабко напружені пухирі з млявою зморшкуватою покришкою, також шаруваті пухирці і кірки, подібні до листкового тіста, характеризуються відсутністю досконалої регенерації епідермісу на уражених місцях і особливо, за спостереженнями автора, ослабленням зв'язку між шарами епідермісу (між роговим і зернистим шаром) на всій поверхні шкіри, навіть у проміжках між пухирями і саднами на ділянках з вигляду абсолютно здорових. Це остання властивість (власне симптом) виявляється двома способами:
1. При потягуванні за розірвану покришку бульбашки можна видалити роговий шар на велику відстань, навіть на вигляд здоровій шкірі.
2. При терті здорової на вигляд шкіри роговий шар легко сходить, оголюючи ледь вологу поверхню зернистого (підлягаючого) шару.

Ослаблення зв'язку між роговим і зернистим шарами нерідко вдається визначити вже в початковому періоді хвороби, коли висипання пухирців ще саме незначне і обмежене. В епідермісі, зміненому цим процесом, по місцях накопичується лімфатична рідина, утворюючи мляві пухирці. По загоєнні останніх утворюється новий роговий шар, але такий же неміцний, і в ньому знову утворюються пухирці та пухирі. Тому кажуть, що при листоподібній пухирчатці на місцях, раз уражених, ніколи не буває повного оздоровлення та повної регенерації епідермісу. Вельми часто під пухирем, який засох до кірки, у новоутвореному роговому покриві утворюється новий пухир. Звідси шаруваті, як облатки, луски і кірки, які вважаються характерними для даної форми хвороби. Зрештою на шкірі легко утворюються численні великі садна, завдяки слабкості рогового покриву.
Надалі у хворих на листоподібну пухирчатку були виявлені аутоантитіла до поверхневого антигену кератиноцитів — десмоглеїну І, який входить до складу десмосом і має молекулярну масу 160 000, в той час як при вульгарній пухирчатці аутоантитіла виробляються до десмоглеїну III з молекулярної масою 130 000, який також входить до складу десмосом. Цим пояснюється інший рівень акантолізу та інша клінічна картина листоподібної і вульгарної пухирчатки. У зв'язку з цим симптом Нікольського при листоподібній пухирчатці викликається легше.
Симптом Нікольського вельми важливий у клінічному відношенні: при першому обстеженні хворого, позитивний симптом Нікольського дозволяє негайно встановити точний діагноз. У процесі лікування перехід позитивного симптому в негативний свідчить про покращення стану хворого, який отримує імуносупресивну терапію, що дозволяє знижувати дози препаратів системної дії без необхідності контролювати титр аутоантитіл, так як їхній титр може не змінюватися деякий час, оскільки він відображує не тільки загострення хвороби, а в живому організмі період напіврозпаду імуноглобулінів становить 12-16 тижнів. У зв'язку з цим дослідження титру автоантитіл не може в найкоротший термін свідчити об'єктивно про покращення або погіршення стану пацієнта. Навпаки, відновлення симптому Нікольського при неадекватній підтримуючої терапії імуносупресивними препаратами свідчить про загострення хвороби і про необхідність посилити інтенсивність терапії.

## Деякі проблеми трактування симптому
Деякі автори у своїх публікаціях трактують симптом Нікольського невірно через неточність перекладу, починаючи з першоджерел, присвячених симптому, оскільки оригінальні статті були опубліковані лише російською та французькою мовами. Проте відомий факт, що на III міжнародному конгресі дерматологів у Парижі в 1900 році, де для демонстрації був представлений хворий з діагнозом «дерматоз Дюрінга», а Нікольський продемонстрував у цього пацієнта шляхом потирання здорової на вигляд шкіри відшарування рогового шару і діагноз був змінений на пухирчатку. Симптом згадано у 8-томному французькому виданні Лансено Гудело «Пемфігус», роботі Ж. Дарьє, який припустився помилки при його описанні, адже там сказано, що симптом виявляється при вродженій пухирчатці та дерматозі Дюрінга, але це не так, тому що при цих хворобах акантолізу немає. У німецькому виданні Е. Ріке 1931 року симптом Нікольського згадано 11 разів, в тому числі, й наведено посилання на першу публікацію Нікольського з описом симптому та на його дисертацію. Також він зауважує, що позитивний симптом Нікольського є важливою диференційно-діагностичною ознакою при пухирчатці та багатоформній пухирній еритемі, а також при диференціації від бульозного епідермолізу. 
Псевдосимптом Нікольского моожна виявити при синдромах Стівенса — Джонсона, Лаєлла, стафілококової ошпареної шкіри і ексфоліативному дерматиті Ріттера. Головна відмінність від справжнього симптому Нікольського полягає в тому, що при цих синдромах спостерігається загибель (некроз) епідермальних клітин, а не акантоліз. У цьому випадку спостерігається механічне відшарування епідермісу і тільки на еритематозних ділянках.

## Доповнення симптому
Після Нікольського декілька науковців описали діагностичні доповнення до виявлення акантолізу при пухирчатці. Так швейцарський науковець Вільгельм Лютц у своєму підручнику з дерматології в 1957 році написав: «якщо обережно натиснути на пухирець, він збільшується в межах епідермісу в напрямку до периферії внаслідок механічного тиску пухирцевої рідини в акантолізному епідермісі». Радянський науковець М. Д. Шеклаков показав можливість виявлення симптому Нікольського на слизовій порожнини рота. Він писав у 1961—1964 роках: «на поверхні слизової поперечним тиском ватним тампоном, або шпателем, або олівцевої гумкою можна викликати відторгнення поверхневих ділянок слизової». Данський науковець Густав Асбое-Гансен у
1960 року опублікував статтю англійською мовою, в якій описав збільшення міхура під тиском пальцем (феномен поширення або збільшення пухиря — ознака Асбое-Гансена). При вульгарній пухирчатці пухирі розширювалися під гострим кутом, тоді як при бульозному пемфігоїді висунута межа була закругленою як й у пухирі. Асбое-Гансен підкреслював: «Це явище має діагностичну цінність для гістопатології, так воно відтворює мікроскопічну картину, характерну для спонтанного свіжого пухиря. У порівнянні зі спонтанними пухирцями, штучно розширений пухир не несе небезпеки невірного тлумачення місця пухиря, тут не може бути вторинної регенерації епітелію.» Однак деякі науковці не вважають ці способи доповненням до методики виявлення автентичного симптому. 